# Kenneth James Gibson
Kenneth James Gibson, ameriški glasbenik, besedilopisec in glasbeni producent, * 8. oktober 1973.
Gibson snema in izdaja plošče od leta 1994. Ustanovil je glasbeno založbo minimal techna Adjunct Audio zgodaj leta 2005 skupaj s prijateljem Konstantinom Gabbrojem prek nemške glasbene založbe Kompakt. Glasbo izdaja z umetniškim imeni [a]pendics.shuffle, Eight Frozen Modules, dubLoner (Dubloner), The Premature Wig, Men in Slippers, Cascabel Gentz, KJ Gibbs, Reverse Commuter, Bal Cath, Electronic Music Composer in Hiss & Buzz (skupaj Jackom Dangersom iz elektronske glasbene skupine Meat Beat Manifesto). Gibson je ustanovil tudi noise pop skupino 1990-ih Furry Things, ki je večino svojega materiala izdala pri glasbeni založbi Trance Syndicate Kinga Coffeyja, bobnarja skupine Butthole Surfers, in založbi Touch and Go Records.
Gibson je skupaj z Brianom McBrideom iz dron-ambientalnega dua Stars of the Lid ustanovil skupino Bell Gardens leta 2009. Prek glasbe Bell Gardens raziskujeta mnoga področja zvrsti, kot so:  chamber pop, folk, psihedelični pop in americana. Nedavno je sodeloval tudi z angleškim pevcem Douglasom McCarthyjem iz skupine Nitzer Ebb na pesmi Whispers In, objavljeni pod umetniškim imenom Reverse Commuter albumu Exposure.
Gibson je režiral glasbene videe za umetnike, kot sta Francis Harris in Dance Spirit, kakor tudi za lastne projekte Reverse Commuter in skupine Bell Gardens.